# مونالیسا چیندا
مونالیسا چیندا (متولد ۱۳ سپتامبر 1974) بازیگر نیجریه ای، تهیه‌کننده فیلم، شخصیت تلویزیونی و شخصیت رسانه ای است.
مونالیسا در پورت هارکورت، ایالت ریورز به دنیا آمد. او اولین فرزند خانواده اش از دو پسر و چهار دختر است. او مدرک تحصیلی در هنر تئاتر از دانشگاه پورت هارکورت را اخذ کرده‌است.
اولین فیلم مهم مونالیسا Pregnant Virgin در سال 1996 بود او متعاقباً، پس از فارغ‌التحصیلی در سال ۲۰۰۰، فیلم Above the Law را بازی کرد و از آن زمان تاکنون کارهای دیگری انجام داده‌است.

## جوایز و تقدیر
- در سال ۲۰۱۱، مونالیسا به عنوان چهره پورت هارکورت - ملکه کارناوال، در زادگاهش ایالت ریورز تاجگذاری کرد.[۱۰]
- در سال ۲۰۱۰ او نامزد بهترین بازیگر زن در یک سریال درام در جوایز تلویزیون و فیلم Terracotta شد[۱۱]
- بهترین بازیگر زن، جایزه افرو هالیوود ۲۰۰۹ در جشنواره تلویزیونی مونت کارلو[۱۲]

## فیلم‌شناسی
او سابقه حضور در بیش از ۸۰ فیلم را دارد.
- باکره باردار (۱۹۹۶)
- مادربزرگ سلطنتی (۲۰۰۷)
- Sting 2 (2006)
- حقیقت انتقادی (۲۰۰۸)
- ببوس و بگو (۲۰۱۱)
- Keeping My Man (2013)
- دروغگویان مسح شده
- قلب شکسته
- بدون خداحافظ
- فراتر از قانون (۲۰۰۰)
- شهر فرشته‌ها
- تعطیلات آخر هفته
- پاره شده
- دل پرشور
- خاطرات قلب
- ایتورو
- لاگوس کوگارس
- عشق روح
- آدم‌های دیوانه
- دل پرشور
- اوکان لاگوس
- بازی‌هایی که مردان بازی می‌کنند
- نالیوود هاسلرز
- ملت شایعه پراکنی
- غیرقابل تصور (۲۰۱۴)
- درمانگر (۲۰۱۵)
- پروژه شیطانی
- The Good Husband (2020)